# Ligne de Szombathely à Kőszeg
La ligne de Szombathely à Kőszeg ou ligne 18 est une ligne de chemin de fer de Hongrie. Elle relie Szombathely par la gare de Szombathely à Kőszeg par la gare de Kőszeg. Elle dessert l'Ouest du pays.